# دفترچه خاطرات و فراموشی و مقالات دیگر
دفترچهٔ خاطرات و فراموشی و مقالات دیگر کتابی است از محمد قائد، و دربردارنده مجموعه مقالاتی که طی سالیان نوشته شده‌است. قائد که در مقاله‌نویسی چیره‌دست و صاحب‌سبک است، در این مجموعه مقالات، الگویی دقیق از سبک و نگارش مقاله‌نویسی در زبان فارسی ارائه داده‌است. درخصوص تعریف «مقاله»، ترجیح می‌دهد از عنوان Essay استفاده کند، چراکه بر این نظر است «مقاله» در زبان فارسی معادلی گویا و رسا برای Essay نیست، و از آن گذشته ممکن است با Article هم اشتباه گرفته شود، چون هر دو را مقاله می‌نامند. در نگاه او این شکل از مقاله تعریفی معین دارد: 
Essay که از رنسانس تا امروز قالبِ سرآمد ادبیاتِ غیرداستانی در غرب بوده، مشاهدات نویسنده دربارهٔ موضوعی است بیان‌شده در قالبی محکم و دلپذیر. هر نوع بیان واقعیت‌ها یا داده‌ها لزوماً به Essay نمی‌رسد. مشخصه‌ای که آن را از دیگر انواع نوشته متمایز می‌کند گستردگی چشم‌انداز بحث و ارائة نظرات مختلف و متضاد اما همواره با سبک‌روحی و پرهیز از دست‌زدن به قضاوت نهایی است. نویسنده ممکن است دیدگاه و اعتقاد خویش در باب موضوع مورد بحث را بیان کند، یا تنها به زیروبالاکردن نظرات دیگران بپردازد. جدی‌گرفتنِ موضوع اما پرهیز از خشکی، و طرح نکات علمی و فنّی به شکلی که برای خوانندة عام نیز قابل درک باشد از خصوصیات این نوع نوشته‌است. برای نوشتن این نوع از مقاله، ساختار و سبک لازم است. به تعبیری می‌توان گفت Essay تلفیقی بین‌رشته‌ای است از داده‌های علمی، تحقیق، نقد و نظر و البته ادبیات. در این ژانر، نوشته باید دلپذیر و گیرا باشد. یعنی خواننده حتی اگر با نویسنده موافق نیست، از خواندن استدلال‌های او لذت ببرد. 
مقالات این مجموعه همگی ماهیت بینارشته‌ای داشته و حاوی تعادلی است بین تلقی‌های شخصی، موقعیت روانشناختی، جنبهٔ روانشناسی اجتماعی و وجه جامعه‌شناختی موضوعات. در بیان قائد، خصوصیت بینارشته‌ای اما خالی از مخاطره نیست: 
پرداختِ بین‌رشته‌ای بسیار لغزنده و دشوار است، مثل کار آدمی که طناب می‌بندد و از روی آبشار رد می‌شود: فقط وقتی تحسینش می‌کنند که کاملاً موفق شده باشد. یعنی همه یا هیچ. هم اصحاب هر یک از رشته‌ها باید مفروضات و روشِ ربط‌دادن را تأیید کنند، و هم خوانندة عام (یعنی دانشجوی رشته‌های دیگر) نوع تداوم و نتیجه‌گیری را جالب بیابد. وقتی بخواهیم تلقیّات شخصی را هم- بدون تحمیل قضاوت سیاه/سفید و وعظ و نصیحت بر خواننده- وارد بحث کنیم کار دشوارتر می‌شود. 
اهمیت سبک، شیوهٔ پرداخت متن و نگاه مؤلف به موضوع، در نظر قائد حائز درجهٔ اول اهمیت است. در مصاحبه‌ای دربارهٔ کتاب دفترچهٔ خاطرات و فراموشی گفته‌است: 
اگر مطلبی حاوی اطلاعات و مشاهدات جدید و دارای نثری بدیع و سبکی گیرا باشد، موضوع آن برایم در درجهٔ اول اهمیت نیست چون موضوعها و مضامین در دو دسته کم‌اهمیت و پراهمیت جا نمی‌گیرند. کتابی دربارهٔ یک جنگ لزوماً باارزش‌تر از رمانی دربارهٔ یک ماهیگیر رده‌بندی نمی‌شود. به نظر من درجه‌بندی نوشته‌ها بر اساس نوع دید و پرداخت است.
 با طرح موضوعات و دیدگاه‌های بدیع و نوآورانه، در ۱۴ مقاله و در قالب چهار بخش، قائد در این کتاب از منظر «روانشناسی اجتماعی» به ارزیابی و مشاهدات اجتماع خویش و جهان حاضر می‌پردازد. کتاب با استقبال قابل توجه خوانندگان مواجه شد و علی‌رغم انتشار رایگان در وبسایت نویسنده، تاکنون به چاپ پنجم رسیده‌است.